# Donato Jiménez
Donato Jiménez (Jaén, 1846-Madrid, 1910) fue un actor teatral español.

## Biografía
Nacido en 1846 en Jaén, estudió en Madrid tres años en el conservatorio y fue discípulo de Joaquín Arjona. Antes había obtenido el grado de bachiller y cursado los primeros años de la carrera de Medicina.
Al salir del conservatorio fue contratado por José Dardalla, con quien recorrió varias provincias españolas. De la compañía de Dardalla y Antonio Zamora pasó a la de Rafael Calvo, en la que permaneció desde comienzos de la década de 1870 hasta la muerte del actor. Con este trabajó en Madrid en muchas temporadas en el Teatro Español y participó en muchas obras de José Echegaray. Tras la muerte de Calvo se juntó con Antonio Vico y, después, con Ricardo Calvo. En la temporada de 1898-1899 figuró en Madrid en la compañía del Teatro de la Comedia.
Actor de carácter, participó en obras como Entre bobos anda el juego, interpretando el personaje de Lucas del Cigarral, y El alcalde de Zalamea, entre otras muchas. Hacia el final de su vida llegó a ser nombrado profesor de Declamación del Conservatorio por el Ministerio de Instrucción Pública. Falleció el 2 de julio de 1910 en Madrid y fue enterrado en el cementerio de la Almudena.